# James Norris Memorial Trophy
James Norris Memorial Trophy, ofte kendt bare som Norris Trophy, er et trofæ der årligt uddeles til den bedste back i NHL på baggrund af en afstemning foretaget af sammenslutningen af professionelle ishockey-journalister i Nordamerika (Professional Hockey Writers Association).

## Historie
Trofæet har fået sit navn efter James E. Norris, der var ejer af NHL's Detroit Red Wings fra 1932 til 1952. Trofæet blev uddelt første gang efter sæsonen 1953-54. Bobby Orr er den back der har vundet trofæet flest gange, idet han vandt det 8 år i træk fra 1968-75. Doug Harvey vandt trofæet 7 gange mens Ray Bourque og Nicklas Lidström hver har vundet det 5 gange.
Den seneste vinder er svenske Nicklas Lidström der vandt trofæet for sjette gang efter sæsonen 2007-08. Han vandt trofæet foran Boston Bruins' Zdeno Chára og Calgary Flames' Dion Phaneuf. Lidström er den hidtil eneste europæiske vinder af trofæet.

## James Norris Memorial Trophy vindere
| Sæson     | Vinder                  | Hold                |
| --------- | ----------------------- | ------------------- |
| 2008-09   | Zdeno Chára             | Boston Bruins       |
| 2007-08   | Nicklas Lidström        | Detroit Red Wings   |
| 2006-07   | Nicklas Lidström        | Detroit Red Wings   |
| 2005-06   | Nicklas Lidström        | Detroit Red Wings   |
| 2004-05   | Ikke uddelt pga lockout | -                   |
| 2003-04   | Scott Niedermayer       | New Jersey Devils   |
| 2002-03   | Nicklas Lidström        | Detroit Red Wings   |
| 2001-02   | Nicklas Lidström        | Detroit Red Wings   |
| 2000-01   | Nicklas Lidström        | Detroit Red Wings   |
| 1999-2000 | Chris Pronger           | St. Louis Blues     |
| 1998-99   | Al MacInnis             | St. Louis Blues     |
| 1997-98   | Rob Blake               | Los Angeles Kings   |
| 1996-97   | Brian Leetch            | New York Rangers    |
| 1995-96   | Chris Chelios           | Chicago Blackhawks  |
| 1994-95   | Paul Coffey             | Detroit Red Wings   |
| 1993-94   | Ray Bourque             | Boston Bruins       |
| 1992-93   | Chris Chelios           | Chicago Blackhawks  |
| 1991-92   | Brian Leetch            | New York Rangers    |
| 1990-91   | Ray Bourque             | Boston Bruins       |
| 1989-90   | Ray Bourque             | Boston Bruins       |
| 1988-89   | Chris Chelios           | Montreal Canadiens  |
| 1987-88   | Ray Bourque             | Boston Bruins       |
| 1986-87   | Ray Bourque             | Boston Bruins       |
| 1985-86   | Paul Coffey             | Edmonton Oilers     |
| 1984-85   | Paul Coffey             | Edmonton Oilers     |
| 1983-84   | Rod Langway             | Washington Capitals |
| 1982-83   | Rod Langway             | Washington Capitals |
| 1981-82   | Doug Wilson             | Chicago Black Hawks |
| 1980-81   | Randy Carlyle           | Pittsburgh Penguins |
| 1979-80   | Larry Robinson          | Montreal Canadiens  |
| 1978-79   | Denis Potvin            | New York Islanders  |
| 1977-78   | Denis Potvin            | New York Islanders  |
| 1976-77   | Larry Robinson          | Montreal Canadiens  |
| 1975-76   | Denis Potvin            | New York Islanders  |
| 1974-75   | Bobby Orr               | Boston Bruins       |
| 1973-74   | Bobby Orr               | Boston Bruins       |
| 1972-73   | Bobby Orr               | Boston Bruins       |
| 1971-72   | Bobby Orr               | Boston Bruins       |
| 1970-71   | Bobby Orr               | Boston Bruins       |
| 1969-70   | Bobby Orr               | Boston Bruins       |
| 1968-69   | Bobby Orr               | Boston Bruins       |
| 1967-68   | Bobby Orr               | Boston Bruins       |
| 1966-67   | Harry Howell            | New York Rangers    |
| 1965-66   | Jacques Laperriere      | Montreal Canadiens  |
| 1964-65   | Pierre Pilote           | Chicago Black Hawks |
| 1963-64   | Pierre Pilote           | Chicago Black Hawks |
| 1962-63   | Pierre Pilote           | Chicago Black Hawks |
| 1961-62   | Doug Harvey             | New York Rangers    |
| 1960-61   | Doug Harvey             | Montreal Canadiens  |
| 1959-60   | Doug Harvey             | Montreal Canadiens  |
| 1958-59   | Tom Johnson             | Montreal Canadiens  |
| 1957-58   | Doug Harvey             | Montreal Canadiens  |
| 1956-57   | Doug Harvey             | Montreal Canadiens  |
| 1955-56   | Doug Harvey             | Montreal Canadiens  |
| 1954-55   | Doug Harvey             | Montreal Canadiens  |
| 1953-54   | Red Kelly               | Detroit Red Wings   |

## Eksterne links
- NHL.com